# Milano–San Remo 1909
Milano–San Remo 1909 a fost cea de a treia ediție a cursei Milano–San Remo, o cursă ciclistă clasică de o zi, organizată pe 4 aprilie 1909. Cursa a fost câștigată Luigi Ganna, primul italian care câștigă această cursă. Au terminat cursa 57 din cei 104 de participanți.

## Sumar
Succesul cicliștilor străini în cele două ediții anterioare a făcut ca această cursă de o zi să câștige popularitate. Pentru prima dată, s-au înscris mai mult de o sută de participanți. 104 cicliști, dintre care 20 de belgieni și francezi, au luat startul la Milano cu puțin înainte de ora șase dimineața. Era o zi rece și ploaia a făcut ca drumurile neasfaltate să fie foarte noroioase.
Luigi Ganna s-a desprins pe Passo del Turchino, înainte de jumătatea cursei, și ulterior a fost ajuns și întrecut de Emile Georget și Giovanni Cuniolo.  La Savona, Georget a luat-o pe un drum greșit - a spus că un funcționar i-a făcut semn în direcția greșită - și a fost depășit de Ganna, care a mers singur până la San Remo. La sosire, Ganna, un fost zidar, a fost întâmpinat de o mulțime entuziastă și a devenit primul câștigător italian al Milano–San Remo. Georget a terminat al doilea la 3 minute, iar Cuniolo al treilea la 18 minute. Pentru prima dată, viteza medie a depășit 30 km/h.

## Rezultate
|    | Ciclist              | Echipă                  | Timp       |
| -- | -------------------- | ----------------------- | ---------- |
| 1  | Luigi Ganna          | Atala-Dunlop            | 9h 32' 00" |
| 2  | Emile Georget        | –                       | + 3' 00"   |
| 3  | Giovanni Cuniolo     | Rudge Whitworth-Pirelli | + 18' 00"  |
| 4  | Cyrille van Hauwaert | Alcyon-Dunlop           | a.t.       |
| 5  | Giovanni Gerbi       | Bianchi-Dunlop          | + 21' 00"  |
| 6  | François Faber       | Alcyon-Dunlop           | + 22' 00"  |
| 7  | Carlo Galetti        | Rudge Whitworth-Pirelli | + 26' 00"  |
| 8  | Vincenzo Borgarello  | Peugeot-Wolber          | + 30' 00"  |
| 9  | Omer Beaugendre      | Alcyon-Dunlop           | + 38' 30"  |
| 10 | Mario Pesce          | –                       | + 43' 30"  |

## Legături externe
- Site web oficial